# Rudolfov
Rudolfov település Csehországban, a České Budějovice-i járásban. Rudolfov Hlincová Hora, Vráto, Dubičné, Adamov, Dobrá Voda u Českých Budějovic, Hůry, Jivno és České Budějovice településekkel határos. Lakosainak száma 2559 fő (2024. január 1.).

## Népesség
A település lakosságának változását az alábbi diagram mutatja:
| Lakosok száma | 1320 | 1591 | 2096 | 1926 | 2142 | 2390 | 2579 | 2544 | 2530 | 2559 |
|               | 1869 | 1890 | 1921 | 1950 | 1980 | 2001 | 2017 | 2019 | 2022 | 2024 |